# マルセル・グラネ
マルセル・グラネ（Marcel Granet,中:葛兰言, 1884年2月29日 - 1940年11月25日）は、フランスの社会学者・民族学者・中国学者。エミール・デュルケームとエドゥアール・シャヴァンヌの追随者で、中国研究に社会学の方法論を最初に導入した一人である。生前は社会学の中国学者あるいは中国学の社会学者として、またデュルケーム学派の一員として尊敬されていた。

## 生涯
フランスのドローム県リュク＝アン＝ディオワに生まれた。父親は技師で祖父は地主だった。エクス＝アン＝プロヴァンスのリセに、次いでパリの名門校リセ・ルイ＝ル＝グランに通う。リセ・ルイ＝ル＝グランは伝統的に、パリ高等師範学校への入学許可を得ようと奮起する英明な学生たちを集めていた。
グラネは、ちょうど大騒動のドレフュス事件が終焉を迎えようとしフランスの教育制度が変わりつつあった1904年に、バカロレア試験に合格して高等師範学校に入学した。高等師範学校は1903年にソルボンヌのパリ大学と再統合し、ノルマリアンと呼ばれた旧・高等師範学校の学生は、パリ大学の学生たちとソルボンヌで受講するようになった。社会学舎で1898年に『社会学年報』を創刊したエミール・デュルケームは、後にグラネの生涯と業績に大きく影響することになるのだが、ソルボンヌで教育学で教鞭を執ろうとしていた。教育学はパリ大学では1903年から1914年まですべての学生に対して必修とされており、従ってグラネは、高等師範学校第1年次に初めてデュルケームとその理論に引き合わされたのであった。
グラネは高等師範学校において、社会学と並んで哲学・法学・歴史学を受け入れたが、どの分野の学問もゆくゆくはデュルケーム学派の特徴を帯びることとなる。グラネは、西洋中世史研究者でアナール学派創設者のマルク・ブロックや地理学者のフィリップ・アルボス、社会学者のジョルジュ・ダヴィ、ヘレニズム研究者で高等師範学校司書のポール・エタール、数学者のポール・レヴィらを輩出した、ソルボンヌの学生精鋭集団の一角を担った。1905年には社会学研究会に参加した。その顔触れは、デュルケーム学派の社会学者で人類学者にしてほかならぬデュルケームの甥であったマルセル・モースや、古代ギリシャ史の専門家で『社会学年報』の編集者ルイ・ジェルネ、デュルケーム学派の社会学者で哲学者にして『社会学年報』の寄稿者モーリス・アルブヴァクスらが揃っていた。
グラネは1907年に歴史学でアグレガシオンを取得すると、コルシカ島バスティアのリセで歴史科教員に任用された。1908年にティエール基金を介して奨学金を受け取ると、封建制の研究を進めている。グラネは日本論の考察を思い立つと、1888年から1926年までパリ高等師範学校の司書にしてデュルケームやその門下生と関わりのあったリュシアン・エールの興味を惹いたらしく、エールはグラネに、偉大な中国学者のエドゥアール・シャヴァンヌに助言を求めるように忠告した。（エールは社会主義運動やドレフュス事件の活動家でもあった。）どうやらシャヴァンヌは、グラネがパリで最も手近に接触することのできた日本通であったらしい。今度はシャヴァンヌがグラネに、日本語学習の第一歩として中国語の学習にとりかかるように忠告したが、中国語に引き込まれると日本語に進めなくなるだろう、とも警告している。
グラネは奨学生仲間で旧ノルマリアンのマルク・ブロックやルイ・ジェルネとともに、3年がかりでティエール基金で研究した。封建制についての、デュルケーム学派の社会学理論をしばしば枠組みとしたグラネ自身の研究は、どうやらブロックやジェルネの研究に、とりわけブロックの祭祀や神話に対する関心に、影響を及ぼし道筋をつけたようである。
1911年にグラネは最初の著作である『反アルコール依存、社会主義のプログラム』と題するパンフレットを発表し、同年フランス政府から補助金を受けると直ちにティエール基金を止めて、中国において中国古籍の研究を行なった。中国に対する興味が当時は真っ盛りであった。北京では中国語について該博な知識を持つフランス人のアンドレ・ドルモンや中国人有識者に会っている。1912年にグラネはシャヴァンヌの要望に応えて、論文『古代中国の婚礼の慣習 (フランス語: Coutumes matrimoniales de la Chine antique)』をシャヴァンヌに送り、これをシャヴァンヌは主要な中国学の学術誌『通報』に投稿して公表した。同年、辛亥革命のさなかに中華民国が清朝に成り代わると3月にグラネは逮捕された。グラネは祖国の友人に宛てて、「私たちは荷物をまとめています。24人の歴史家が、頼りない覆いをかぶせられ、緑色の文字で飾られて、一塊になってぶるぶる震えています。『社会学年報』はハンドバッグにあります。私はスーツケースに荷物を詰め込むのです」（フリードマン）と書き送った。
1913年に中国から戻ると、3月にマルセイユの、10月にはモンペリエのリセで歴史科の教員の職を得た。12月にはシャヴァンヌの退職に伴い、その後任として高等研究実習院極東宗教研究局長を務める。当時のほとんどの男性に、そしてほとんどの同業者に同じく、グラネも1914年から1918年まで第一次世界大戦に従軍し、十字勲章 (Croix de Guerre) を授与された。1918年に北京に派遣され短期間同地に滞在した。戦時中も中国研究を続けて2つの博士論文に取り組んだ。
1919年にフランスに戻ると6月にマリー・テリアンと結婚して学問の日々を取り戻した。1920年1月に博士号を志願。審査員には大英帝国の人類学者、ジェームズ・フレイザーも加わっていた。1922年にモーリス・ソロヴィンより叢書「科学と文明」に小冊子を書くように要請され、パリと、妻がリセの教員をしながら幼い息子を養育していたヨンヌ県トネールとを往き来しつつ、その間6週間で『中国人の宗教 La religion des Chinois』を執筆した。1922年の12月、グラネはマルセル・モースが右足を火傷したために、モースの後任委員としてジョルジュ・ダヴィの論文『信仰の宣誓』の審議に加わり、その後“Journal de psychologie normale et pathologique”誌上にて容赦ない批判を公にした。
1923年3月にデュルケーム学派の学者数名がパリに会し、1917年にエミール・デュルケームが没してから『社会学年報』が衰退しつつあることを認めて、機関誌を再生させるための構想を練った。会合の出席者は、アンリ・ユベールやアンリ・レヴィ＝ブリュール、リュシアン・レヴィ＝ブリュール、マルセル・モースだった。グラネは宗教社会学と法社会学の部門に携わった。1925年にグラネはパリ東洋言語文化学院の地理学科・歴史学科並びに極東研究室の教授に任命され、1926年には高等中国学研究所の設立に助力した。それからは同研究所の所長並びに中国語と中国文明の教授として活動した。
友人で学者仲間のマルセル・モースが高等研究実習院宗教学第5学部の学部長に就任してから2年後に、イギリスがドイツに宣戦布告し、1940年にモースの辞任を受けてグラネが後任学部長となった。モースがユダヤ系だったため、学校の権益を死守しようと手を尽くしたのだった（フルニエ）。
それから1ヵ月後、フランス共和国の敗北後に、グラネはパリ郊外のソーにて息を引き取った。56歳だった。モースはかつてグラネのことを「最も親しい、最も愛すべき友人の一人」であると認めていた。

## 人物
教師としてのグラネは、「激しやすく好戦的な議論家でありながら、他者を力強く発奮させる豊かな心の持ち主」（ジル）であり、学生には「じっくりと読み込みなさい、常にじっくりと」と指導していたようである。門人の一人でポーランド人中国学者のウィットルド・ヤブロンスキーによると、グラネは「人気には興味が無」かった。グラネは「学者であり、思想家なのである。たまに魔法使いになるかもしれないが」（ヤブロンスキー）。学者としてのグラネは、研究対象の文献の言語を学習することにものめり込み、一次資料であれ二次資料であれ、すべての書籍を批判的に分析した。グラネは自分の指導内容を神話関連と法令関連とに分類した（後者はもっぱら同族縁者の権利と義務から成り立っていた）が、この両分野に対する自分同様の熱意を必ずしも弟子たちからうまく引き出せたとは言いがたい。合気道のフランス道場を開いた日本人の津田逸夫のほか、後の中国学者を何名か輩出している。
一方グラネの著作は、詩経の分析から中国古代神秘数字（中国式数秘術）の社会学的研究に至るまで、中国古籍（中国古典）の分野にデュルケーム派社会学を持ち込んだものであった。グラネはデュルケーム学派の社会学者としてもフランス人中国学者としても重鎮の一人として記憶されているが、グラネが果たした二つの役割をつなげたうえで、認識するないしは徹底的に理解するということは、稀にしか行われていない。

## 評価
中国史学者の宮崎市定によると、研究をもっぱら翻訳に頼ったため、漢文の吟味が十分なされておらず、理論が先走りしているという批判が存在する。
中国思想学者の高田淳は、グラネの研究方法論、すなわち中国思想を西洋思想と類似視せずに説明しようとする方法論を高く評価している。

## 著作

### エッセー
- “Contre l’alcoolisme, un programme socialiste,” 1911
- “Coutumes matrimoniales de la Chine antique”, 1912
- “La polygynie sororale et le sororat dans la Chine féodale”, 1920
- “Quelques particularités de la langue et de la pensée chinoises”, 1920
- “La vie et la mort. Croyances et doctrines de l’antiquité chinoise”
- “Le dépôt de l’enfant sur le sol, Rites anciens et ordalies mythiques”, 1922
- “Le langage de la douleur, d’après le rituel funéraire de la Chine classique”, 1922
- “Remarques sur le Taoïsme ancien”, 1925
- “L’esprit de la religion chinoise”, 1929
- “La droite et la gauche en Chine”, 1933
- “Catégories matrimoniales et relations de proximité dans la chine ancienne”, 1939
  - 　『古代中国における結婚のカテゴリーと近親関係』渓水社　訳：谷田 孝之　ISBN 9784874402832
- “Etudes sociologiques sur la Chine”, 1953
  - 　『中国に関する社会学的研究―九篇』朋友書店　訳：谷田 孝之　ISBN 978-4892810701

### 主著
- Fêtes et chansons anciennes de la Chine, 1919 ("To the memory of Emile Durkheim and Edouard Chavannes.")
  - 『中国古代の祭礼と歌謡』平凡社東洋文庫　訳：内田　智雄  ISBN 9784582805000
- La religion des Chinois, 1922
  - 『中国人の宗教』平凡社東洋文庫　訳：栗本　一男 ISBN 9784582806618
- Danses et légendes de la Chine ancienne, 1926 (dedicated to Marcel Mauss])
  - 『中国古代の舞踏と伝説』せりか書房　 訳：明神 洋 ISBN 9784796702065
- La civilisation chinoise, 1929
- La pensée chinoise, 1934
- La féodalité chinoise, 1952